# زیردریایی یو-۸۶۴
زیردریایی یو-۸۶۴ (به انگلیسی: German submarine U-864) یک زیردریایی است که طول آن ۸۷٫۶ متر (۲۸۷ فوت) می‌باشد. این زیردریایی سال ۱۹۴۳ در آلمان ساخته شد.
این زیردریایی اولین زیردریایی در تاریخ است که بوسیلۀ زیردریایی دشمن و در جالیکه هر دو زیردریایی در زیرآب بودند غرق شد. زیردریایی یو ۸۶۴ بوسیلۀ زیردریایی انگلیسی اچ.ام.اس ونتورر در 9 فوریه ۱۹۴۵ غرق شد و تمامی ۷۳ نفر پرسنل موجود در آن کشته شدند.